# 兵蜂PARADISE
兵蜂PARADISE（ツインビーPARADISE）是KONAMI的知名射擊遊戲兵蜂的廣播劇，由文化放送播放的廣播节目。本节目于1993年10月10日播放，共有三个系列，于1997年3月30日结束。1998年12月28日開始發售OVA。

## 兵蜂PARADISE
- 1993年10月10日至1994年4月3日，全24集
- 每个星期天24：00-24：30（播出时间JST·日本文化放送）
- 劇情OP主题曲「Twin memories」
  - 歌词：WINBEE
  - 作曲：科乐美矩形波俱乐部
  - 演唱：國府田麻理子
- 节目主题ED「夢的約定」
  - 歌词：山本秀行
  - 作曲：前田克樹
  - 演唱：市川陽子

## 兵蜂PARADISE2
- 1994年10月16日至1995年4月2日，全24集
- 每个星期天20:30至21:00（播出时间JST·日本文化放送）
- 剧情OP主题曲「我们的精彩」
  - 歌词：户泽暢美
  - 作曲：前田克樹
  - 演唱：國府田麻理子
- 节目主题ED「協調」（前期）
  - 歌词：國府田麻理子
  - 作曲：松原美紀
  - 演唱：國府田麻理子
- 节目主题ED「瞳孔是金星」（後期）
  - 歌词：長澤由利香
  - 作曲：土井淳一
  - 演唱：長澤由利香

## 兵蜂PARADISE3
- 1996年4月6日至1997年3月30日，全48集
- 每周六24：00-24：30（播出时间JST·日本文化放送）
- 剧情OP主题曲「奇迹力量」
  - 歌词：久保裕美&鶴田加奈子
  - 作曲加奈子：三原淑治
  - 歌曲：鹤田加奈子
- 节目主题ED「希望我是一个天使」（前期）
  - 歌词：三浦徳子&國府田麻理子
  - 作曲：松原美紀
  - 演唱：國府田麻理子
- 节目主题ED「梦想不是你单独看」（後期）
  - 歌词：國府田麻理子
  - 作曲：松原美紀
  - 演唱：國府田麻理子

## OVA
2007年10月26日發售DVDBOX，收錄全部OVA。

### ツインビー ウィンビーの1/8パニック
1993年的OVA，後來在1998年12月28日以Vol.0型式正式發售。

### チューリップ海岸物語
收錄在1998年PC遊戲的短篇動畫，後來Vol.0也有收錄。

### ツインビーPARADISE
1999年期間發售Vol.1～Vol.3共三集。